# Lek in groepsgesprek van de Amerikaanse overheid

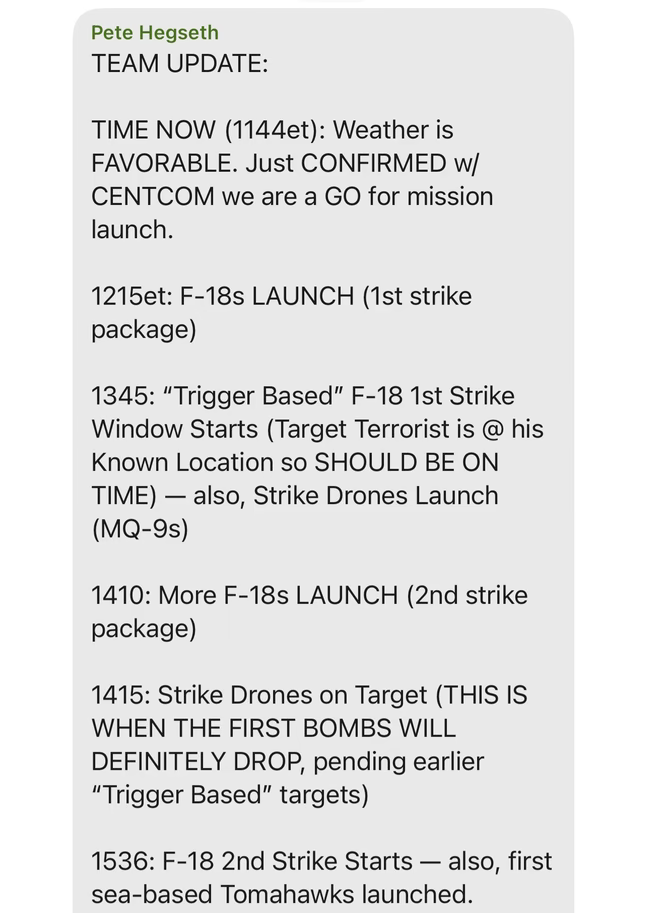
Screenshot van de gelekte chat waarin Amerikaanse overheidsfunctionarissen commentaar geven op de aanvallen van de VS in Jemen in maart 2025.

In maart 2025 werd Jeffrey Goldberg, hoofdredacteur van het Amerikaanse tijdschrift The Atlantic, onbedoeld uitgenodigd deel te nemen aan een groepsgesprek met hoge Amerikaanse overheidsfunctionarissen op de berichtendienst Signal. Onder de deelnemers aan de groepschat waren: JD Vance, de vicepresident; Pete Hegseth, de minister van Defensie; Marco Rubio, de minister van Buitenlandse Zaken; Tulsi Gabbard, de directeur van de Nationale Inlichtingendiensten; en Michael Waltz, de nationale veiligheidsadviseur. 
Waltz verklaarde Goldberg per ongeluk te hebben uitgenodigd doordat hij het telefoonnummer van de journalist verkeerd had bewaard, onder de naam van een andere persoon die hij in werkelijkheid wou toevoegen aan het groepsgesprek. Geen van de regeringsfunctionarissen merkte Goldbergs aanwezigheid op toen ze begonnen met het bespreken van op handen zijnde geheime militaire operaties tegen de Houthi's in Jemen. De journalist dacht eerst dat het groepsgesprek een grap was, totdat de luchtaanvallen werkelijk gebeurden. Daarop verliet hij zelf het gesprek.
Een van de leden van de groep, Steve Witkoff, was op 13 maart in Moskou tijdens de gesprekken. Het is onbekend of hij op dat moment een apparaat met Signal bij zich had. Net na middernacht plaatselijke tijd werd in de chat de naam van een actieve inlichtingenofficier van de CIA genoemd.
Volgens Goldberg gebruikte Pete Hegseth op 15 maart de Signal-groepschat om plannen voor komende aanvallen te delen, inclusief informatie over doelen, wapens en aanvalsvolgorde. Het beveiligingslek werd op 24 maart openbaar, toen Goldberg het in The Atlantic bekendmaakte. 

## Beveiligingsfouten door inlichtingenfunctionarissen
Op 26 maart 2025 meldde het Duitse tijdschrift Der Spiegel dat ze privécontactgegevens en wachtwoorden van leden van de groeps-chat, waaronder Gabbard, Hegseth en Waltz, op internet konden vinden. Ze publiceerden deze informatie niet, maar informeerden de betrokken functionarissen en het Amerikaanse ministerie van Defensie over hun bevindingen. Diezelfde dag meldde Wired dat Waltz' account van de Venmo-betaalapp openbaar was en verbonden met honderden andere mensen, onder wie Susie Wiles en Walker Barrett, medewerker van de Nationale Veiligheidsraad. Veiligheidsexperts vertelden Wired dat kennis van deze verbindingen door buitenlandse actoren kon worden misbruikt. Het account werd na deze berichtgeving privé gemaakt.

## Reacties
Het incident leidde tot grote zorgen over de interne informatiebeveiliging en leidde tot discussies over geschikte protocollen voor de verwerking van gevoelige informatie over de nationale veiligheid. Het incident wordt door sommigen in de media "Signalgate" genoemd.
Op 25 maart legden veiligheidsfunctionarissen van de regering-Trump een verklaring af over het lek, tijdens een jaarlijkse vergadering van  de Amerikaanse senaatscommissie voor inlichtingen (SSCI) over de inschatting van de wereldwijde veiligheid zoals die wordt gemaakt door de inlichtingendienst van de Verenigde Staten. Een dag later hield ook de Permanente Inlichtingencommissie van het Huis van Afgevaardigden (HPSCI) een hoorzitting over de kwestie.
Op 1 mei 2025 zette Donald Trump Mike Waltz uit zijn staf door de aanhoudende kritiek op het door hem veroorzaakte lek op Signal. Hij zou nu Amerikaans ambassadeur van de VN worden.